# Возвишенка (Магжана Жумабаєва район)
Возви́шенка (каз. Возвышенка) — село у складі району Магжана Жумабаєва Північноказахстанської області Казахстану, в минулому центр ліквідованого Возвишенського району. Адміністративний центр Возвишенського сільського округу.
Населення — 1932 особи (2021; 2407 у 2009, 3430 у 1999, 4479 у 1989).
Національний склад станом на 1989 рік:
- росіяни — 45 %
- казахи — 22 %.